# Polycyrtidea pusilla
Polycyrtidea pusilla är en stekelart som först beskrevs av Cresson 1865.  Polycyrtidea pusilla ingår i släktet Polycyrtidea och familjen brokparasitsteklar. Inga underarter finns listade i Catalogue of Life.